# Podocarpus coriaceus
Espèce
Classification phylogénétique
Statut de conservation UICN

 LC  : Préoccupation mineure
Podocarpus macrophyllus est une espèce de plantes de la famille des Podocarpacées. C'est un conifère qu'on trouve dans les forêts de montagne de certaines îles des Caraïbes, en particulier à Porto Rico.
Son bois est facile à travailler et a été abondamment utilisé pour fabriquer des meubles, ce qui a entrainé une rareté des spécimens adultes.

## Description
Podocarpus macrophyllus est un arbre sempervirent pouvant atteindre 9 mètres. Son écorce est écailleuse et s'enlève par bandes entières. Le duramen est jaune ou brun.
Les aiguilles sont disposées alternativement d'un côté puis de l'autre des brindilles. Elles sont pratiquement sessiles. Elles sont longues, étroites, coriaces et leurs faces inférieures sont jaunes ou brunes.
Les arbres ne portent les organes sexuels que d'un seul sexe. Les cônes mâles, jaune-vert, se situent à l'aisselle des feuilles et ne sont pas pédonculés. La pollinisation se fait par le vent.
Les graines sont petites et grises.

## Répartition
On le trouve à Saint-Christophe et Niévès, Montserrat, Porto Rico, Sainte-Lucie, Trinité-et-Tobago ainsi qu'à la Guadeloupe, à la Dominique et à la Martinique.

## Sources
- (en) Tropicos : Podocarpus coriaceus Rich. & A. Rich.  (+ liste sous-taxons)
- (en) UICN : espèce Podocarpus coriaceus Rich. & A.Rich. (consulté le 30 mai 2015)
- Conifer Specialist Group 1998.  Podocarpus coriaceus.   2006 IUCN Red List of Threatened Species.
- RUSSEL, CUTLER, WALTERS, The illustrated encyclopedia of trees of the Americas, Anness Publishing Ltd, 2005, Londres, page 182